# Гренье, Валери
Валери́ Гренье́ (фр. Valérie Grenier; род. 30 октября 1996, Оттава) — канадская горнолыжница, участница зимних Олимпийских игр 2018 и 2022 годов, победитель этапов Кубка мира.

## Биография и спортивная карьера

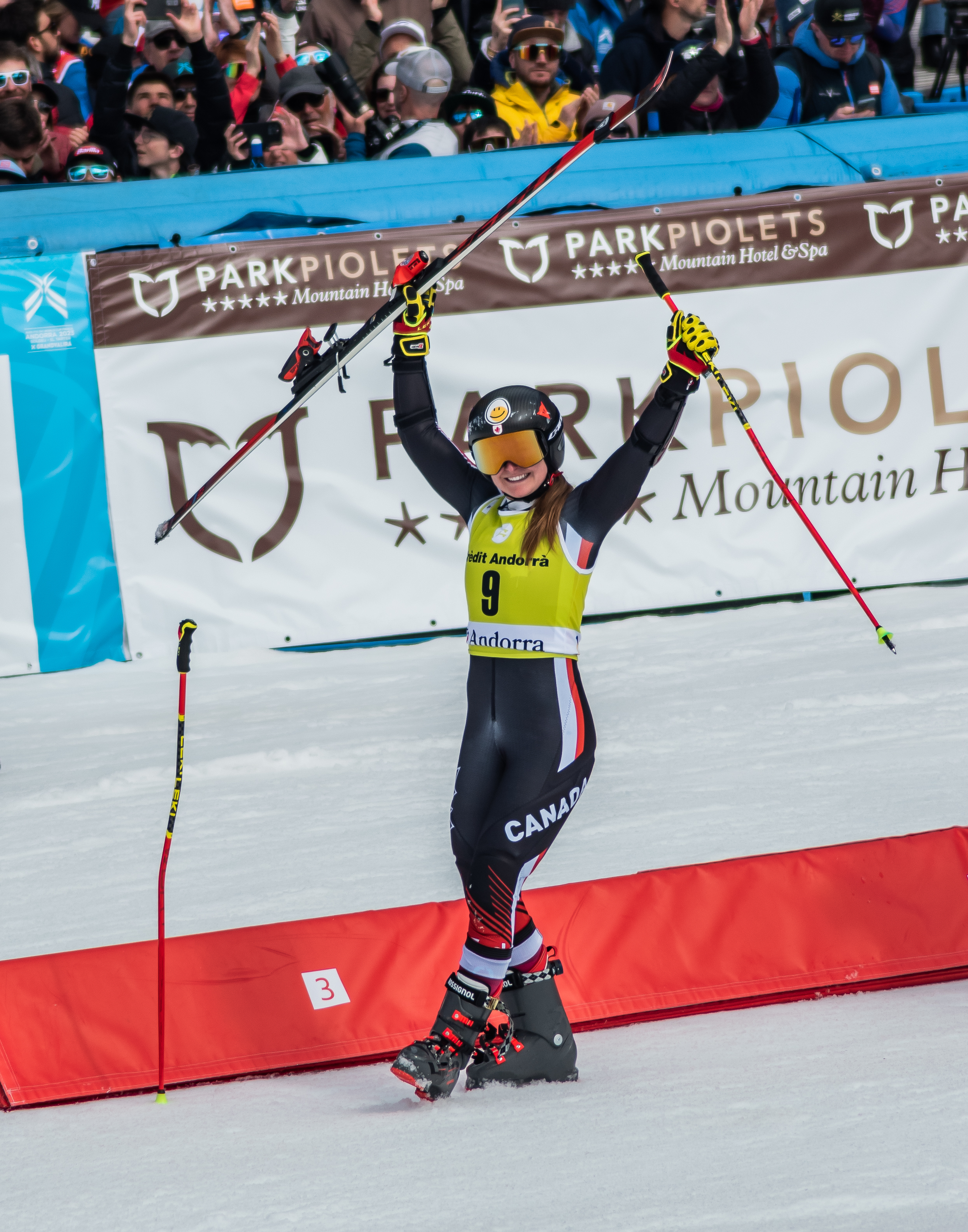
Гренье в 2023 года

Гренье родом из Сент-Изидора (фр.) во франкоязычном регионе Канады на востоке провинции Онтарио. Кататься на лыжах научилась на Мон-Трамблан в Квебеке. В юности была перспективной лыжницей и в 2012 году стала чемпионкой Канады среди юниоров, но затем увлеклась горными лыжами. Первые международные гонки провела в 15-летнем возрасте в декабре 2011 года, а уже в январе 2012 года ей удалось одержать первую победу на юниорском этапе. В марте 2012 года она впервые стартовала в Кубке Нор-Ам и сразу же поднялась в турнирной таблице в зону очков. 15 декабря 2014 года она выиграла свою первую гонку в Кубке Нор-Ам, в супергиганте.
Свою дебютную гонку на этапе Кубка мира Гренье провела 7 декабря 2014 года в Лейк-Луизе, где заняла 32-е место в супергиганте. 25 января 2015 года она впервые оказалась в зоне очков на этапе Кубка мира, заняв неожиданное 13-е место в супергиганте в Санкт-Морице.
В 2015 году она завоевала бронзовую медаль в гигантском слаломе на чемпионате мира среди юниоров в Хафьелле. Год спустя в Сочи она выиграла золото в скоростном спуске и серебро в супергиганте на следующем чемпионате мира. Стала регулярно выступать на этапах Кубка мира с сезона 2016-2017 годов. Приняла участие в зимних Олимпийских играх 2018 года в Пхенчхане, где стала шестой в комбинированных соревнованиях.
В сезоне 2018/19 годов Гренье была дважды в десятке лучших, а 20 января 2019 года едва не поднялась на подиум, заняв четвёртое место в супергиганте в Кортина д’Ампеццо. В скоростном спуске на чемпионате мира 2019 года в Оре потерпела неудачу, упала и получила перелом голени и лодыжки. Весь следующий сезон был пропущен.
В октябре 2020 года она вернулась в Кубок мира и набрала первые очки зимой 2020-2021 годов в гигантском слаломе, воздерживаясь от стартов на скоростных спусках. Лучшим результатом стало четвёртое место в гигантском слаломе в словенской Краньска-Горе. На зимних Олимпийских играх 2022 года в Пекине она сошла с дистанции выступая в гигантском слаломе.
После несколько сдержанного начала сезона 2022/23 годов Гренье неожиданно выиграла гигантский слалом Кубка мира в Краньска-Горе 7 января 2023 года, показав лучшее время в обоих заездах. Это была первая победа спортсменок из Канады на Кубке мира в гигантском слаломе после результата Кэти Крейнер в 1974 году.
В сезоне 2023/24 впервые попала в топ-20 итогового зачёта Кубка мира, заняв 19-е место. В зачёте гигантского слалома заняла высшее в карьере 6-е место. 6 января 2024 года выиграла гигантский слалом в Краньске-Горе. 26 января сенсационно заняла третье место в скоростном спуске в Кортине-д’Ампеццо (поделив его с ещё двумя горнолыжницами), хотя до этого 5 лет не выходила на старт скоростного спуска в Кубке мира (с января 2019 года) и ранее никогда не поднималась выше 16-го места в этой дисциплине в Кубке мира.

## Выступления на крупнейших соревнованиях

### Зимние Олимпийские игры
| Олимпийские игры | Скоростной спуск | Супергигант | Гигантский слалом | Слалом | Комбинация | Команды |
| ---------------- | ---------------- | ----------- | ----------------- | ------ | ---------- | ------- |
| 2018 Пхёнчхан    | 21               | 23          | DNF2              | —      | 6          | —       |
| 2022 Пекин       | —                | —           | DNF1              | —      | —          | —       |

### Чемпионаты мира
| Чемпионат мира         | Скоростной спуск | Супергигант | Гигантский слалом | Слалом | Комбинация | Команды | Паралл. гигантский слалом |
| ---------------------- | ---------------- | ----------- | ----------------- | ------ | ---------- | ------- | ------------------------- |
| 2015 Бивер-Крик        | DNF              | 19          | —                 | —      | DNF1       | —       | н/д                       |
| 2017 Санкт-Мориц       | 33               | 32          | DNS2              | —      | 11         | —       | н/д                       |
| 2019 Оре               | —                | 19          | —                 | —      | —          | —       | н/д                       |
| 2021 Кортина-д’Ампеццо | —                | DNF         | DNF1              | —      | DNF2       | —       | —                         |
| 2023 Мерибель          | —                | DNF         | 20                | —      | 14         | 3       | —                         |
| 2025 Зальбах           | —                | DNF         | 14                | —      | —          | —       | н/д                       |

### Кубок мира

#### Подиумы на этапах Кубка мира (4)
| № | Сезон   | Дата        | Место проведения  | Дисциплина        | Место |
| - | ------- | ----------- | ----------------- | ----------------- | ----- |
| 1 | 2022/23 | 7 янв 2023  | Краньска-Гора     | Гигантский слалом | 1     |
| 2 | 2022/23 | 19 мар 2023 | Сольдеу           | Гигантский слалом | 3     |
| 3 | 2023/24 | 6 янв 2024  | Краньска-Гора     | Гигантский слалом | 1     |
| 4 | 2023/24 | 26 янв 2024 | Кортина-д’Ампеццо | Скоростной спуск  | 3     |